# Haplophyllum buhsei
Haplophyllum buhsei är en vinruteväxtart som beskrevs av Pierre Edmond Boissier. Haplophyllum buhsei ingår i släktet Haplophyllum och familjen vinruteväxter. Inga underarter finns listade i Catalogue of Life.